# Carpophage cendrillon
Ducula cineracea
Espèce
Statut de conservation UICN

 NT  : Quasi menacé
Le Carpophage cendrillon (Ducula cineracea) est une espèce de pigeon frugivore appartenant à la famille des Columbidae.

## Répartition
Il vit sur les îles de Timor et Wetar.

## Habitat
Il vit dans les forêts sèches et les forêts humides de montagne subtropicales et tropicalmes.